# Exocentrus savioi
Exocentrus savioi är en skalbaggsart som beskrevs av Maurice Pic 1925. Exocentrus savioi ingår i släktet Exocentrus och familjen långhorningar.
Artens utbredningsområde är Taiwan. Inga underarter finns listade i Catalogue of Life.